# 重力测量

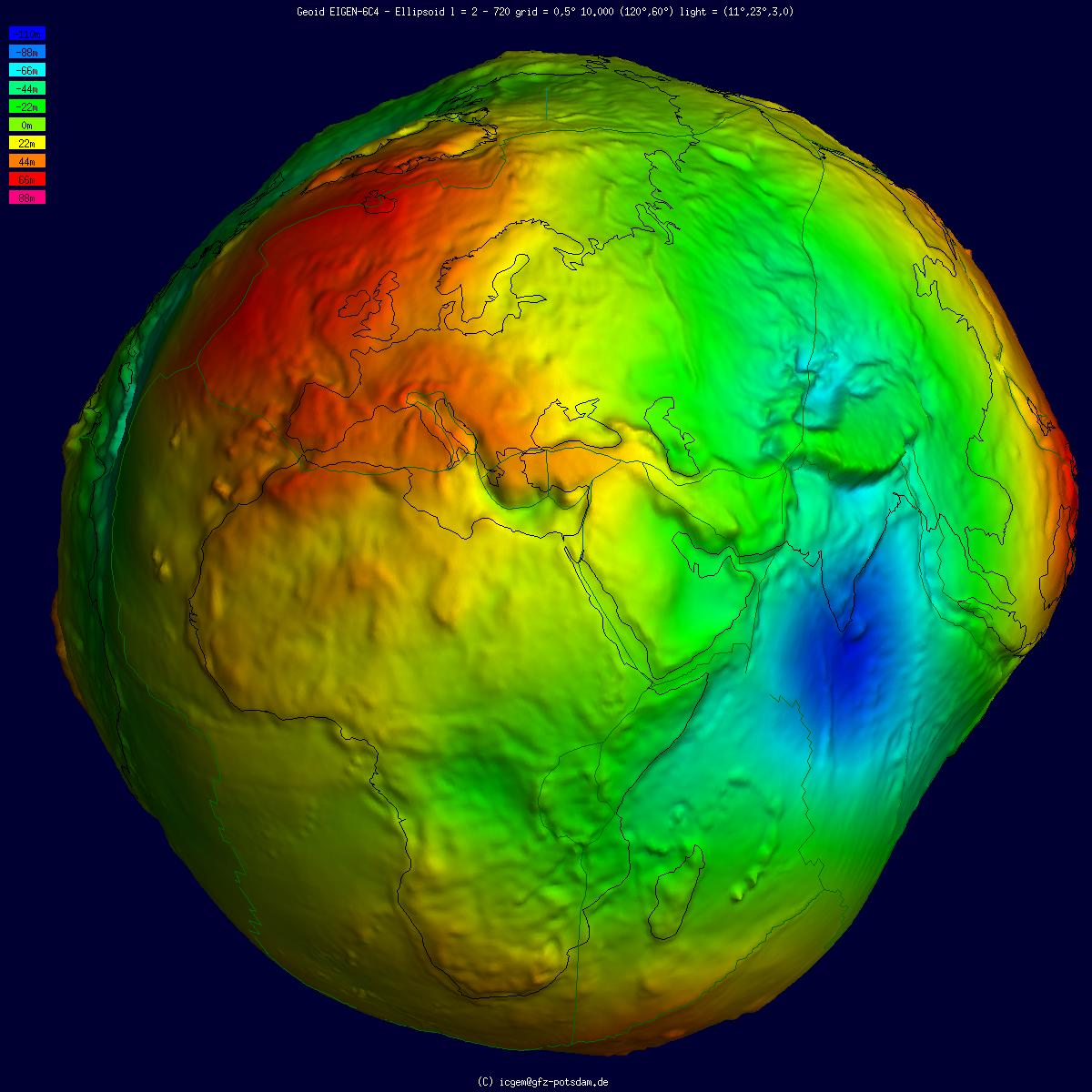
基于卫星重力测量数据制作的大地水准面。

重力测量是测定重力加速度的技术和方法，其成果在大地测量学、地球物理学和地球动力学中有着重要应用。

## 历史
重力测量的发展是伴随着测量仪器的发展而发展的。最早测量出重力加速度g值的是意大利科学家伽利略，1590年他在比萨斜塔的掷铅球试验和在斜面上的球体滚落试验，初步测定 g≈9.8 m/s2，精度在±0.1 m/s2左右。1673年，荷兰科学家惠更斯提出了单摆摆动的周期公式：{\displaystyle 2\pi {\sqrt[{}]{l/g}}}（l为摆长），为重力测量奠定了理论基础。1733年前后，法国科学家夏尔·马里·拉孔达米纳首次用物理摆测出的g值的精度达到±0.01 m/s2。1818年，英国物理学家亨利·卡特发明第一台可供野外观测的可倒摆仪器，被称为卡特垂摆，测量误差精度约为±3.5×10-4 m/s2。1828年，德国科学家贝塞尔在研究可倒理论和误差源后，研制出的摆线将测量精度提高到约±1×10-4 m/s2。在早起，主要进行的是测量某一地点绝对重力的绝对重力测量。最早进行相对重力测量（测定两点间重力加速度差值）的是奥地利科学家罗伯特·多布雷斯基·冯·施特内克于1887年采用动力法的摆仪进行的。此法是用长度不变的摆在两个待测点上观测摆动周期，根据两点的周期差求重力差，精度可达到±5×10-5 m/s2。德国大地测量学家弗里德里希·罗伯特·黑尔默特使用奥地利基准台的重力值，建立了“维也纳重力系统（基准）”，并于1900年在巴黎举行的国际大地测量协会会议上通过成为世界上第一个国际重力基准。1898～1904年，黑尔默特与弗里德里希·屈嫩、菲利普·富特文勒在德国波茨坦大地测量研究所完成了新的绝对重力测量，以重力值g = 981.274  +/-0.003 cm/s²为基准，建立了“波茨坦重力系统（基准）”，并在1909年在伦敦举行的国际大地测量学协会会议上通过。这一基准一直到1971年在莫斯科举行的国际大地测量学和地球物理学联合会第15届大会上决定由1971年国际重力基准网 (ISGN-71)所取代。

## 方法
重力测量的方法主要可分为三种：
- 绝对重力测量，利用振摆或自由落体等物理手段直接测定地面观测点的重力加速度值；
- 相对重力测量，利用重力仪测定地面两点间的重力差，并与已知重力点联测以推算未知点重力值；
- 重复重力测量，按一定时间间隔对地面两点间的重力差进行重复测量。